# Lazzaro, vieni fuori
Lazzaro, vieni fuori è il primo romanzo scritto da Andrea G. Pinketts. Pubblicato nel 1991, è il romanzo che dà inizio alla carriera di questo autore di noir.

## Trama
Lazzaro Santandrea è un giovane milanese ancora indeciso sulla sua vita. Ha provato molti mestieri senza trovarne uno fisso, e adesso decide di prendersi una vacanza e andare a Bellamonte in Trentino, luogo in cui si recava da bambino. Qui scopre ben presto che è stato realizzato un atroce delitto: la vittima è un bambino, ma l'assassino non è mai stato preso. Lazzaro, non trovando nulla di più eccitante per passare la sua vacanza, decide di improvvisarsi investigatore: con l'aiuto di qualche bella ragazza, vecchi amici e un nano riuscirà nella sua impresa, ma il finale è più che sbalorditivo.

## Edizioni
- Andrea G. Pinketts, Lazzaro, vieni fuori, collana Universale Economica Feltrinelli, Feltrinelli, 1992,  p. 170, ISBN 88-07-81441-2.